# Wärmeübergangswiderstand
Der Wärmeübergangswiderstand {\displaystyle R_{\mathrm {s} }} (früher: 1/α) ist ein thermodynamischer Kennwert bei einem Wärmeübergang und bezeichnet den Widerstand (engl. resistance), den die Grenzschicht bzw. Oberfläche  (engl.: surface) vom umgebenden Medium (im Allgemeinen ein Fluid) zum Bauteil dem Wärmestrom entgegensetzt.
Der Wärmeübergangswiderstand ist definiert als Kehrwert des Wärmeübergangskoeffizienten:
{\displaystyle R_{\mathrm {s} }={\frac {1}{h}}={\frac {1}{h_{\mathrm {r} }+h_{\mathrm {c} }}}}
mit
- {\displaystyle h_{\mathrm {r} }} - Wärmeübergangskoeffizient der Strahlung (engl. radiation)
- {\displaystyle h_{\mathrm {c} }} - Wärmeübergangskoeffizient der Konvektion (engl. convection)

unter Vernachlässigung der Konduktion.
Die Einheit des Wärmeübergangswiderstandes ist {\displaystyle \mathrm {\frac {m^{2}\cdot K}{W}} } (mit {\displaystyle \mathrm {K} } - Kelvin,
{\displaystyle \mathrm {W} } - Watt).
Es werden differenziert:
- {\displaystyle R_{\mathrm {s_{i}} }} für Widerstände an der inneren (engl.: internal) Bauteiloberfläche
- {\displaystyle R_{\mathrm {s_{e}} }} für Widerstände an der äußeren (engl.: external) Bauteiloberfläche.

Diese berücksichtigen verschiedene Einflussfaktoren wie die Windgeschwindigkeit und die Richtung des Wärmestromes. Die in der Praxis anzusetzenden Werte sind der DIN-Norm EN ISO 6946 zu entnehmen:
|                                               | Richtung des Wärmestroms | Richtung des Wärmestroms | Richtung des Wärmestroms |
| --------------------------------------------- | ------------------------ | ------------------------ | ------------------------ |
| aufwärts                                      | horizontal               | abwärts                  |                          |
| {\displaystyle R_{\mathrm {s_{i}} }} (m²·K/W) | 0,10                     | 0,13                     | 0,17                     |
| {\displaystyle R_{\mathrm {s_{e}} }} (m²·K/W) | 0,04                     | 0,04                     | 0,04                     |

Der Wärmeübergangswiderstand wird zusammen mit dem Wärmedurchlasswiderstand zum Wärmedurchgangswiderstand, der zur Ermittlung der Wärmeverluste der Bilanzhülle dient.